# Pochodne tlenowych kwasów jodu

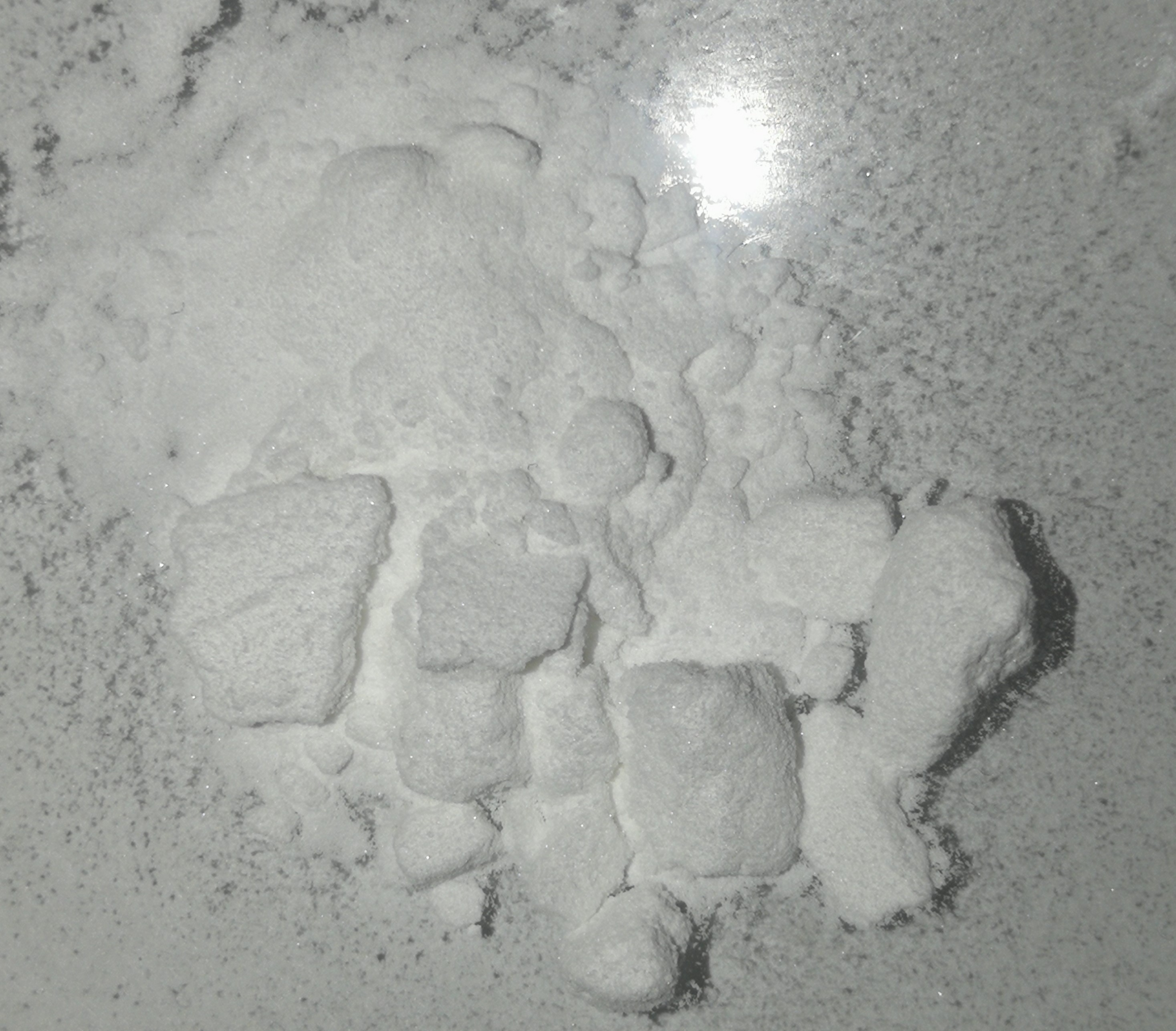
Próbka jodanu amonu, NH4IO3

Pochodne tlenowych kwasów jodu – grupa związków chemicznych obejmująca przede wszystkim sole tlenowych kwasów jodu. Estry tych kwasów są rzadsze. Sole są zwykle substancjami krystalicznymi i mają właściwości utleniające, tym silniejsze, im niższy jest stopień utlenienia jodu.

## Zestawienie soli tlenowych kwasów jodu

### Podjodyny
Podjodyny, w systemie Stocka jodany(I), to sole kwasu podjodawego (HIO) o wzorze ogólnym X(IO)
n. Zawierają anion podjodynowy IO−
.
Podjodyny są niestabilne zarówno w stanie czystym, jak i w roztworach wodnych. Ulegają dysproporcjonowaniu do jodków i jodanów. Można je otrzymać w reakcji jodu z wodorotlenkami:
I
2 + 2NaOH → NaIO + NaI + H
2O

### Jodyny
Jodyny, in. jodany(III), to sole kwasu jodawego (HIO
2) o wzorze ogólnym X(IO
2)
n. Zawierają anion jodynowy IO−
2.

### Jodany
Jodany, in. jodany(V), to sole kwasu jodowego (HIO
3) o wzorze ogólnym X(IO
3)
n. Zawierają anion jodanowy IO−
3.
Są to substancje rozpuszczalne w wodzie. Powstają w wyniku dysproporcjonowania podjodynów:
3NaIO → NaIO
3 + 2NaI
lub w reakcjach jodu i gorących roztworów zasad.

### Nadjodany
Wśród nadjonadów, w systemie Stocka jodanów(VII), wyróżnia się metanadjodany i ortonadjodany:
- metanadjodany – sole kwasu metanadjodowego (HIO
4) o wzorze ogólnym X(IO
4)
n[a]. Zawierają anion metanadjodanowy IO−
4.
- ortonadjodany – sole kwasu ortonadjodowego (H
5IO
6), o wzorze ogólnym X
5(IO
6)
n[a]. Zawierają anion ortonadjodanowy IO5−
6.

Nadjodany można otrzymać przez utlenienie jodanów za pomocą podchlorynów.

## Zastosowanie soli tlenowych kwasów jodu
Związki te stosowane są jako środki utleniające oraz odczynniki w analizie chemicznej (jodometrii). Z podjodynów można otrzymać wolny jod, gdyż po zakwaszeniu roztworu dysproporcjonują do jodanów i jodków, które z reagują następnie ze sobą zgodnie z równaniem:
IO−
3 + 5I−
 + 6H+
 → 3I
2 + 3H
2O

## Pochodne organiczne tlenowych kwasów jodu
Spośród 4 tlenowych kwasów jodu opisane są organiczne pochodne tworzone przez kwas podjodawy (HIO) i jodowy (HIO
3).

### Pochodne kwasu podjodawego

Struktura podjodynu metylu

Znanych jest kilkadziesiąt estrów typu R−O−I, np. podjodyn metylu (CH
3IO) lub podjodyn fenylu (PhIO). Podjodyny alkilowe i arylowe pod wpływem światła UV ulegają wolnorodnikowemu rozpadowi z wytworzeniem aldehydów i ketonów.
Kwas podjodawy tworzy mieszane bezwodniki z kwasami karboksylowymi, typu R−C(O)−O−I, np. podjodyn acetylu, CH
3COOI (AcOI). Związki tego typu można otrzymać w reakcji jodu z bezwodnikiem kwasowym lub solą srebrową kwasu:
CH
3COOAg + I
2 → CH
3COOI + AgI↓
Bezwodniki karboksylowo-podjodynowe reagują z alkoholami tworząc estry podjodynowe:
CH
3COOI + ROH ⇌ ROI + CH
3COOH

### Pochodne kwasu jodowego
Opisane zostało jedynie 5 pochodnych organicznych kwasu jodowego:
- jodan metylu(inne języki), CH
3IO
3 (nierozpuszczalne ciało stałe otrzymane przez kwasową hydrolizę difluorojodanu metylu(inne języki), O=IF
2OCH
3[5])
- jodan trifenylometylu (jodan trytylu), Ph
3CIO
3 (TrIO
3)[6]:

TrCl + AgIO
3 → TrIO
3 + AgCl↓
- jodan metylenu, CH
2(IO
3)
2 (służący jako donor grupy metylenowej w elektrofilowej addycji do wiązania podwójnego[7])
- mieszany bezwodnik trifluorooctowo-jodanowy, CF
3COOIO
2 (struktura niepotwierdzona)
- dijodan dibenzylotelluru, Bn
2Te(IO
3)
2.